# 周華山
周華山（英語：Chou Wah Shan，1962年—），香港教育者、學者，非牟利慈善團體「自在社」的創始人。是英國約克大學社會學博士。

## 生平
周華山於1969年報讀慈幼學校小二年級，年輕時為大學講師，曾先後在香港理工大學、香港大學教授社會學與心理分析。周華山先後著有31本文化研究著作。 並曾多次應邀為中央電視台與亞洲電視本港台擔任節目主持人。
1999年周華山到雲南俗稱「女兒國」的母系摩梭與獨龍紋面部落作文化研究，研究當地獨特母係社會文化四年。同時更為當地兒童成立慈善基金。
周返港後在一個精神健康病友組織任職總幹事，負責及主持情緒管理的工作坊。2004年起，周開始研究提昇心靈健康的培訓課程，開始為不同團體設計及主持體驗式工作坊，提供不同層次的培訓和輔導課程。
2006年9月創辦自在社，提供系統化的身心靈人才培訓，培訓專業教練以及生命導師。2009年，周華山把自在社由個人獨資改為政府註冊的非牟利慈善團體。

## 著作
- 1990 周潤發現象
- 1990 消費文化︰影像、文字、音樂
- 1990 電視已死
- 1990 解讀香港電影
- 1991 誰明女子心
- 1991 誰不是千蒼百孔
- 1991 先為人然後才是中國人
- 1992 意義 - 詮釋學的啟迪
- 1992 女人的一半也是女人
- 1993 異性戀霸權
- 1994 色情現象 (合著：趙文宗)
- 1994 同志神學
- 1994 假如上帝是個女孩子
- 1995 同志論
- 1995 “衣櫃”性史 (合著：趙文宗)
- 1995 香港同志站起來 (合編：麥海珊、江建邦)
- 1996 香港同志故事
- 1996 北京同志故事
- 1996 我們活著 (合編：吳春生)
- 1997 後殖民同志
- 1997 Histoires De 《Camarades》Les Homosexuels En Chine
- 1999 閱讀性別
- 2000 性別越界在中國
- 2000 Tongzhi, Politics of Same-sex Eroticism in Chinese Societies
- 2001 無父無夫的國度？- 重女不輕男的母系摩梭
- 2003 請把屁股放在頭上 - 我在“女兒國”田野研究趣聞
- 2003 子宮文化 - 摩梭不是母系，而是家屋社會
- 2003 天堂家書 - 17個摩梭人分享自身的難忘故事
- 2004 紋面女之迷
- 2000 成立并发起云南永宁山区爱心助学行动项目
- 2012 活出我自在
- 2014 無我抗爭
- 2017 逆境感恩
- 2018 自在 Coach

## 導演紀錄片
- 2001年《三個摩梭女子的故事》/56分鐘
- 2002年《家屋社會》/49分鐘
- 2003年《消失中的摩梭》/28分鐘
- 2003年至2004年 talk show 《非常摩梭棟篤笑》/90分鐘